# Ladislav Nagy
Ladislav Nagy (Šaca, 1º giugno 1979) è un hockeista su ghiaccio slovacco.

## Palmarès

### Mondiali
- 2 medaglie:
  - 1 oro (Svezia 2002)
  - 1 bronzo (Finlandia 2003)